# Окинський район
Окинський район (рос. Окинский район, бур. Ахын аймаг) — адміністративна одиниця Республіки Бурятія Російської Федерації.
Адміністративний центр — село Орлик.
Район є основним компактним місцем проживання сойотів, одного з малочисельних корінних народів Росії.

## Адміністративний поділ
До складу району входять чотири сільських поселення:
1. Саянське — с. Саяни
2. Бурунгольське — с. Хужир
3. Орлицьке — с. Орлик
4. Сойотське сільське національне поселення — у. Сорок